# Аккайын (Теренкольский район)
Берёзовка (каз. Аққайың; до 2023 года — Берёзовка) — село в Теренкольском районе Павлодарской области Казахстана. Входит в состав Аулиеагашского сельского округа. Код КАТО — 554837100.

## Население
В 1999 году население села составляло 951 человек (447 мужчин и 504 женщины). По данным переписи 2009 года, в селе проживало 433 человека (211 мужчин и 222 женщины).